# Bataille de Tolbiac (612)
Pour les articles homonymes, voir Tolbiac.
Pour l’article homonyme, voir Bataille de Tolbiac (496).
La bataille de Tolbiac (actuelle Zülpich près de Cologne en Allemagne) a lieu en mai 612 entre deux frères : Thibert II (ou Théodebert), roi d’Austrasie et Thierry II, roi de Bourgogne, dans le cadre d'une guerre commencée en 610, sans doute autour de la possession de l'Alsace. Elle est immédiatement consécutive à la bataille de Toul.

## Historique

### Préambule
En 610, les troupes de Thibert II envahissent l’Alsace, rattachée au royaume d’Austrasie de Thierry II et la ravagèrent « à la manière des barbares ».
Thierry II demanda qu’un plaid eût lieu à Seltz afin que les deux grands royaumes définissent solennellement leurs frontières. Lorsque Thierry arriva à Seltz avec 10 000 soldats, Thibert s’y rendit avec une armée beaucoup plus nombreuse et, afin d’empêcher les troupes bourguignonnes de venir au secours de leur roi, il fit envahir par des troupes la Bourgogne Transjurane.
L’armée bourguignonne venue s’opposer au ravage des envahisseurs fut décimée. L'armée de Thibert s’avança jusqu'à Avenches puis se retira avec un butin très important et de nombreux captifs.
Thierry II, roi de Bourgogne, entouré à Seltz par des forces auxquelles il lui était impossible de résister, ne recouvra la liberté qu’après avoir abandonné à son frère, Thibert II roi d’Austrasie, l’Alsace, la Thurgovie, le pays de Sundgau, et toutes les terres qu’il possédait en Champagne.
La trahison dont le roi de Bourgogne fut la victime à Seltz accrut son désir de vengeance.
Il employa une année à en disposer les préparatifs, s’assurant la neutralité de Witteric roi des Wisigoths d'Espagne et de Clotaire II roi de Neustrie.

### Prélude
Au printemps de l'année 612, Thierry II réunit une armée, venant de toutes les provinces de son royaume à Langres et se dirigea par Andelot sur la ville de Naix.
Après avoir pris le fort de Naix (Nasium), il se porta jusqu’à la cité de Toul, la prit et mit en déroute, en mai 612, l’armée austrasienne à la bataille de Toul.
Thibert prit la fuite poursuivi par Thierry.

### La bataille
Après avoir réuni toutes les forces qu'il avait pu rassembler d'Austrasiens mais également des Saxons, des Thuringes et d'autres peuples d'au-delà du Rhin, Thibert s'avança alors à Tolbiac où une nouvelle bataille s’engagea.
Les chroniques rapportent que jamais l’on n'avait vu une telle bataille : « Le carnage fut si grand dans les deux armées, que là où les phalanges combattaient, les cadavres des hommes tués n'avaient pas de place pour tomber, et qu'ils demeuraient debout et serrés, les cadavres soutenant les cadavres, comme s'ils eussent été vivants ».
Les troupes de Thierry II taillèrent, encore, en pièces celles de Thibert II qui est poursuivi jusqu'à Cologne puis au-delà du Rhin.

### Conséquences
Thierry s’avance jusqu’à Cologne où il s’empara des trésors.
Thibert II est ramené captif par Berthaire, le camérier de Thierry. Il est dépouillé de ses vêtements royaux et envoyé à Chalon. Le jeune fils de Thibert II, Mérovée, aussi prisonnier, est exécuté immédiatement sur ordre de Thierry.
Thierry s'attribue le royaume d'Austrasie et le joint à celui de Burgondie.
Mais il n’en profite pas longtemps car il meurt subitement à Metz en 613, âgé de 26 ans, au moment de se mettre à la tête d’une armée pour combattre Clotaire II, roi de Neustrie qui s’était emparé du duché de Dentelin.

## Le destin de Thibert
Frédégaire ne dit pas ce que devient Thibert II ; Jonas de Bobbio prétend que Brunehilde l'a fait enfermer dans un monastère, et que peu de temps après elle a ordonné de le mettre à mort.
D'autres chroniqueurs, tels Aimoin de Fleury et Abbon de Fleury font de la mort du roi d'Austrasie un récit qui diffère de celui de Jonas et de celui de Frédégaire :

« Théodebert, retiré dans Cologne, manifestait l'intention de s'y défendre jusqu'à la dernière extrémité, quand Thierry arriva devant cette ville. Le roi de Bourgogne fit sommer les habitants de lui livrer mort ou vif le roi d'Austrasie, les menaçant, s'ils s'y refusaient, de brûler leur ville et de les passer tous au fil de l'épée. Effrayés par ces menaces, les habitants de Cologne tuèrent le roi vaincu, et du haut des remparts jetèrent sa tête aux pieds du vainqueur. »

## Sources
Parmi les ouvrages écrits à une date proche des événements, la principale source est la Chronique de Frédégaire.